# قلمرو وابسته راس
قلمرو وابسته راس (به انگلیسی: Ross Dependency) بخشی از جنوبگان است که به‌صورت یک قطاع دایره از قطب جنوب آغاز شده و در امتداد نصف‌النهار ۱۶۰ درجه شرقی تا نصف‌النهار ۱۵۰ درجه غربی تا مدار ۶۰ درجه جنوبی ادامه دارد. این سرزمین مورد ادعای نیوزیلند است.
نام این سرزمین از جیمز کلارک راس گرفته شده که دریای راس و بخش‌هایی از آن مانند سرزمین ویکتوریا و بخش عمده یخ‌تاق راس را کشف کرد. جزیره راس، جزایر بالنی، جزیره کوچک اسکات و جزیره پوشیده از یخ روزولت نیز بخشی از سرزمین راس به‌شمار می‌روند.

پرچم غیررسمی سرزمین راس